# 子ども救援カンパ
子ども救援カンパ（こどもきゅうえんかんぱ）とは、2009年（平成21年）6月から2010年（平成22年）2月にかけて日本教職員組合（日教組）が貧困に苦しむ児童の経済的支援を目的として行った募金活動。

## 概要
2009年（平成21年）3月17日、日教組は第152回中央委員会において経済的に困窮する児童とその家庭への支援に取り組むことを決定し、同年6月から傘下単組と共同で「子ども救援カンパ」と題した募金活動を開始した。一方、日教組の上部団体である日本労働組合総連合会（連合）は同年3月から就労・自立支援などを目的とした「雇用と就労・自立支援カンパ」（通称「トブ太カンパ」）を開始していた。
これを受けて日教組では、保護者への就労支援や雇用創出も児童を困窮から救う重要な手立てであるとして、集められた寄付金は遺児への奨学金貸与を行っているあしなが育英会と、連合のトブ太カンパにそれぞれ寄付することとした。寄付先については公式サイト上に以下の通り明記された。
募金活動は2010年（平成22年）2月末まで行われ、街頭募金や公式サイト等に掲載されたカンパ口座への振込、組合員からのカンパなどを合わせて176,245,418円が集められた。ここから宣伝経費4,287,021円と振込手数料2,075円を差し引いた171,956,322円のうち、71,956,322円があしなが育英会に、100,000,000円が連合のトブ太カンパに、それぞれ寄付された。
日教組からの寄付も含めたトブ太カンパへの募金額は最終的に388,866,298円に上り、就労支援や就学支援などを行うNPO法人等に助成金として交付された。なお助成金を交付された事業のうち30事業は日教組傘下の単組を通じて申請を行ったものであり、7事業では傘下単組が事業主体として直接助成を受けていた。

## その後の動き

### 反日教組陣営からの批判
子ども救援カンパの最終報告が行われた直後の2010年（平成22年）3月18日、日教組批判の急先鋒として知られる義家弘介参議院議員（現衆議院議員、自民党）が参議院予算委員会でこのカンパを取り上げ、「街頭に立ったりした教師は、育英会の活動にプラスになるとの思いだったことが聞き取り調査でも明らかだ」と述べて連合のトブ太カンパへの寄付を批判した。
同じく日教組に批判的な産経新聞が翌日の記事でこの発言を報じ、加えて日教組傘下の徳島県教職員組合（徳島県教組）が朝鮮学校に通う子どもへの支援として150万円を受け取ったことにも言及した。この報道を受けた一部のネットユーザーが「日教組による募金詐欺・横領だ」などと主張し、匿名掲示板「2ちゃんねる」に複数のスレッドが立てられるなど批判の動きが強まった。

### 徳島県教組業務妨害事件
排外的主張を掲げ執拗な糾弾活動を展開する右派系市民団体の「在日特権を許さない市民の会」（在特会）と「チーム関西」は、上記批判を聞きつけて徳島県教組への抗議行動を計画した。
2010年（平成22年）4月14日、両団体のメンバー19名が徳島県教組の事務所が置かれている徳島県教育会館を訪れ、事務所内に侵入した上で「朝鮮の犬」「募金詐欺、募金詐欺じゃ、こら」「非国民」「腹切れ、国賊」などと拡声器を用いて怒号を上げ、110番通報をしようとした書記長の腕を掴んで妨害し、机上の書類を放り投げるなどの行為に及んだ。
その後、メンバー19名のうち6名が威力業務妨害および建造物侵入容疑で起訴され、懲役8月-2年・執行猶予3年-5年の有罪判決を受けた。残りの13名については当初起訴猶予処分とされたが、徳島検察審査会が不起訴不当の議決を下したため、公訴時効直前の2013年（平成25年）3月29日になってさらに2名が起訴された。